# Disocactus biformis
A Disocactus biformis egy Közép-Amerika területén elterjedt epifita kaktusz, a Disocactus genus típusfaja.

## Elterjedése
Honduras, Guatemala.

## Jellemzői
Hajtásai 150–400 mm hosszúak, a hajtástagok hengeres törzsből hajtanak ki, lándzsa alakúak, 50–80 mm hosszúak, 10–20 mm szélesek, gyengén bevágottak. Areolái kopaszak. Virágai laterálisan fejlődnek, 50–60 mm hosszúak, kevéssé nyílnak ki, rózsásvörösek. A tölcsér 10 mm hosszú, a szirmok egyenesek, néha kihajlóak. A porzók fehérek. Termése körte alakú, 15 mm hosszú, kopasz vörös bogyó.

## Rokonsági viszonyai
A Disocactus subgenus tagja.